# Gymnema sylvestre
Espèce
Synonymes
- Apocynum alterniflorum Lour.[1]
- Asclepias geminata Roxb.[1]
- Cynanchum lanceolatum Poir.[1]
- Cynanchum subvolubile Schumach. & Thonn.[1]
- Gymnema affine Decne.[1]
- Gymnema formosanum Schltr.[1]
- Gymnema geminatum R.Br.[1]
- Gymnema humile Decne.[1]
- Gymnema melicida Edgew.[1]
- Gymnema parvifolium Wall.[1]
- Gymnema subvolubile Decne.[1]
- Marsdenia geminata (R. Br.) P.I. Forst.[1]
- Marsdenia sylvestris (Retz.) P. I. Forst.[2]
- Marsdenia sylvestris (Retz.) P.I.Forst.[1]
- Periploca sylvestris Retz.[1] [2]
- Periploca tenuifolia Willd. ex Schult.[1]
- Strophanthus alterniflorus (Lour.) Spreng.[1]
- Vincetoxicum lanceolatum Kuntze[1]

Gymnema sylvestre est une espèce de plantes à fleurs de la famille des Apocynaceae et du genre des Gymnema. Dénommé aussi en anglais « miracle fruit », on lui prête de très nombreuses vertus. Il pourrait être utilisé auprès des diabétiques.

## Origine
Gymnema sylvestre est présent depuis l’Afrique de l'Ouest au Pacifique, en passant par l'Arabie saoudite, en Inde, au Sri Lanka, au Vietnam et en Chine du Sud, ainsi qu'au Sud du Japon (îles Ryūkyū), aux Philippines, en Malaisie, en Indonésie et en Australie. En Afrique, il est présent dans la plupart des régions d’Afrique de l’Ouest et s’étend vers l’est jusqu’en Éthiopie et vers le sud jusqu’en Afrique du Sud.

## Description
C'est un buisson rampant en forme de liane atteignant 3 m de haut. La tige à écorce grise présente des poils courts devenant glabres et contient du latex abondant dans toutes les parties. 
Les feuilles sont opposées, simples et entières avec un pétiole de 5–25 mm de long et un limbe ovale à elliptique de 2–9 cm × 1–5,5 cm, base arrondie, cunéiforme ou cordée, apex arrondi à acuminé, glabre au-dessus, légèrement ou densément couvert de poils courts au-dessous.
Les inflorescences sont des cymes ombelliformes à 3–12 fleurs, atteignant 1,5 cm de diamètre.  Les fleurs bisexuées sont régulières, jaunâtres, parfumées. Les lobes du calice sont ovales, de 1–2,5 mm de long, poilus. La corolle campanulée, atteint 5,5 mm de diamètre. L'ovaire est supère. 
Les fruits sont des follicules, lancéolés, de 5–10 cm × 6–10 mm, s’amenuisant progressivement à l’apex, vert pâle à beige ou brunâtre, contenant de nombreuses graines. Celles-ci sont ovoïdes, aplaties, garnies d’une touffe de poils blancs à l’apex.

## Liste des variétés
Selon Tropicos (30 juillet 2016) (Attention liste brute contenant possiblement des synonymes) :
- variété Gymnema sylvestre var. ceylanica Hook. f.
- variété Gymnema sylvestre var. chinense Benth.
- variété Gymnema sylvestre var. decaisneana (Wight) Thwaites
- variété Gymnema sylvestre var. decaisneanum Thwaites
- variété Gymnema sylvestre var. sylvestre

## Utilisation
En Inde et en Chine, les feuilles amères de Gymnema sylvestre sont connues sous l’appellation de « destructeur du sucre », car elles empêchent temporairement d’éprouver des sensations sucrées. 
Elle entre dans la composition d’additifs alimentaires comme remède pour la perte de poids car elle est créditée du pouvoir d’inhiber les envies de sucreries et aurait des effets lipidoréducteurs. Elle participe également à la prévention des caries. 
Les utilisations médicinales sont anciennes et pourraient connaître de nouveaux développements.
L’usage par les herboristes de ces feuilles comme traitement contre le diabète sucré remonte à plus de 2 000 ans.
En Afrique, on prête aux feuilles et aux racines, selon les contrées de très nombreuses vertus médicinales, et notamment pour lutter contre : morsures de serpent, épilepsie, furoncles…
En Inde et en Chine, les racines et les feuilles servent à traiter d’autres affections : arthrite rhumatoïde, goutte, œdèmes, fièvre, toux, hémorroïdes, furoncles, petites plaies, piqûres d’insectes et morsures de serpent…
Comme aliment, en Afrique de l’Ouest et dans toute l’Asie, les feuilles sont consommées en soupes ou comme légume cuit. En Namibie, les fruits sont consommés grillés après les avoir pelés et en avoir ôté les graines.

## Recherches préliminaires
Des recherches suggèrent que l'extrait de feuilles peut offrir une protection contre la thrombocytopénie et des modifications des paramètres de coagulation sanguine induites par l'infection chez les souris. Cela pourrait en faire un candidat prometteur pour le développement d'un médicament antipaludique alternatif,,. Elle a également été étudiée sur des cellules des cancers de la peau et du cerveau,.
G. sylvestre peut cibler plusieurs facteurs étiologiques liés au diabète de type 1 et 2, tels que l'inflammation chronique, l'obésité, les défauts enzymatiques et la fonction des cellules bêta pancréatiques, ceci suggère qu'elle pourrait être utile dans le traitement et la prévention des changements pathologiques associés au diabète mais l'efficacité clinique du gymnema n'a été soutenue que par un petit nombre d'essais non randomisés,.
D'après une revue systématique publié en 2022, elle baisse la pression diastolique de 3,5 mmHg.